# Eskimokünstlerin Kenojuak
Eskimokünstlerin Kenojuak (Originaltitel: Eskimo Artist: Kenojuak) ist ein kanadischer Kurz-Dokumentarfilm von John Feeney (1922–2006) aus dem Jahr 1964. Er wurde bei der Oscarverleihung 1965 in der Kategorie „Bester Dokumentar-Kurzfilm“ nominiert.

## Inhalt
Der Film folgt der Familie von Kenojuak Ashevak, die sich zu ihrer Winterunterkunft in Kinngait (damals Cape Dorset), Baffin Island, begibt. Dort gewährt die Familie Einblicke in das raue Leben der Inuit-Kultur und lässt den Zuschauer auch an dem Alltag der Familienmitglieder teilhaben, ebenso wie an ihrem täglichen Einerlei. Gezeigt wird die Familie zudem, wie sie sich beim Schattenspielen die Zeit vertreibt und sich anschließend zur Nachtruhe begibt. Für Kenojuak ist das die Zeit, um ihrer Leidenschaft, dem Zeichnen, nachzugehen. Zunächst entsteht das Gemälde auf Papier.
Anderentags folgt eine Fahrt zur nahe gelegenen Stadt King Night, wo sich die Schule und der Arzt befinden. Dort bearbeiten die Männer des Dorfes die Steine nach den von den Frauen gefertigten Vorlagen. Die harten Steine werden mit Steinmetz-Werkzeugen beackert. So entstehen große Blöcke mit den Kunstwerken von Kenojuak. Anschließend werden die Farben angerührt und auf die Steine aufgetragen. Auf die nasse Farbe wird ein Stück Papier gelegt und die Farbe erneut verrieben. Alsdann werden die auf Papier übertragenen Kunstwerke von Kenojuak selbst, ihrem Ehemann, der die Farbe aufgetragen hat, und dem Mann, der den Stein bearbeitet hat, signiert.
Die Künstlerin erklärt, dass sie ihre Inspirationen für ihre Arbeiten sowohl aus ihrem Alltag als auch aus anderen Quellen, wie beispielsweise Filmen, die das moderne Leben zeigen, zieht. Außerdem klärt Kenojuak Ashevalk über ihre Zeichnungen hinsichtlich des kulturellen Bezugs auf, was sie auch als weitergegebenes Erbe an die Nachfahren verstanden wissen möchte.
Der Film endet mit einer Sequenz, wie ihr jüngster Sohn zu Country-Musik tanzt.

## Produktion, Hintergrund
James Houston (1921–2005), der kanadische Künstler und Regierungsbeauftragter für die Inuit-Siedlung Cape Dorset, beteiligte sich als Berater am Film. Auch assistierten die Inuit Mary Pingwartuk, Saggiassie, Kopapik und Makeegak bei den Dreharbeiten.

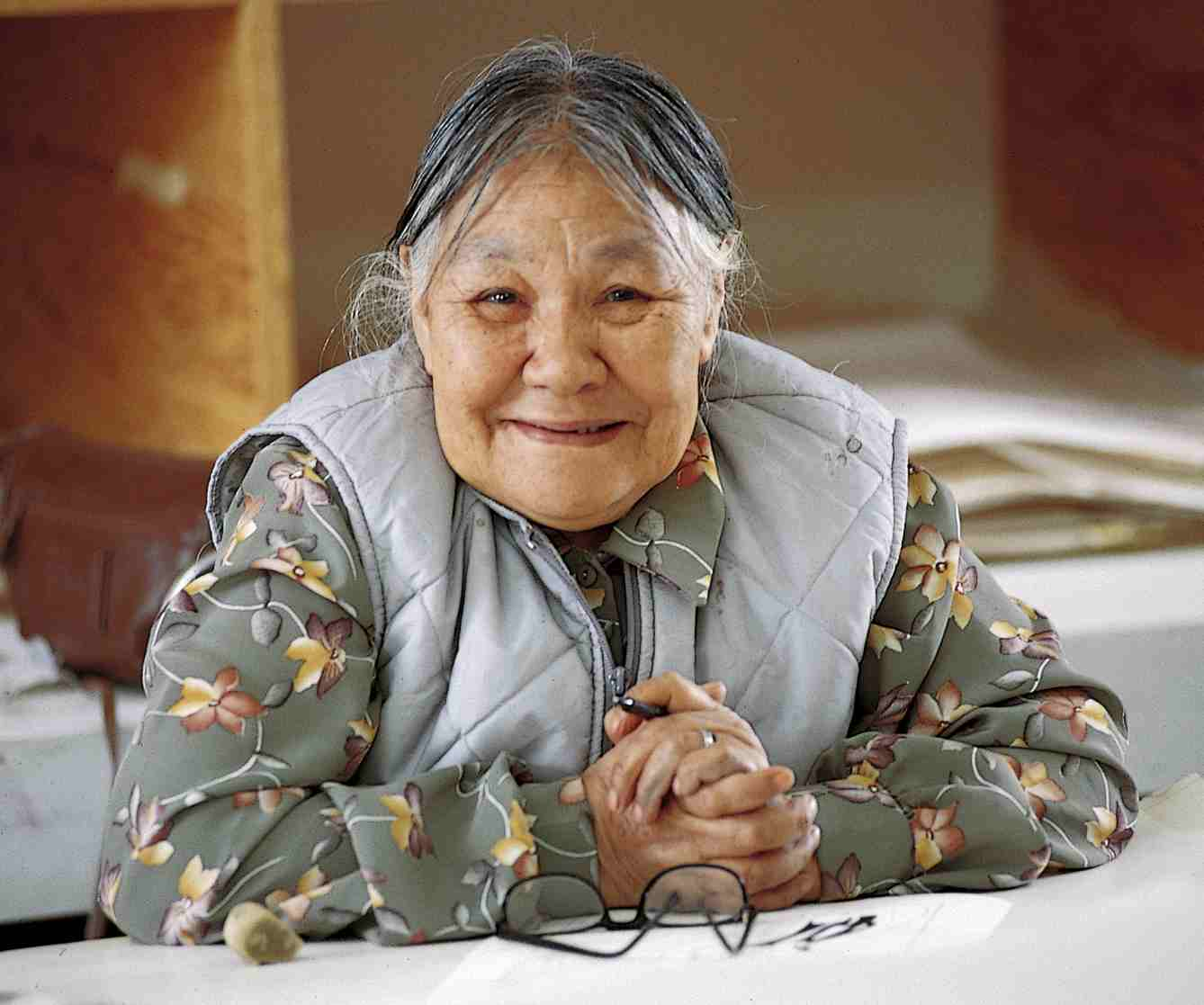
Kenojuak Ashevak beim Zeichnen im Lithoshop der West Baffin Eskimo Co-operative in Kinngait (Territorium Nunavut, Kanada)

Kenojuak Ashevak (1927–2013) war eine der bedeutendsten Inuit-Künstlerinnen Kanadas. Sie entwarf sowohl Motive für kanadische Briefmarken als auch für Münzen. Ihre Werke sind in diversen Museen der Welt zu sehen und werden von Sammlern geschätzt. Im Film ist die Künstlerin etwa 37 Jahre alt. Kenojuak wurde mit 19 Jahren verheiratet und brachte drei Kinder zur Welt. Im Alter von 25 Jahren erkrankte sie an Tuberkulose. Als sie nach einem dreijährigen Krankenhausaufenthalt nach Hause zurückkehrte, waren ihre Kinder inzwischen an Infektionen oder Nahrungsmittelvergiftung gestorben. Einzig ihr Mann Johnniebo hatte überlebt. Das Paar bekam weitere Kinder, von denen einige schon im Säuglingsalter starben. Ab 1957 begann Kenojuak mit dem Zeichnen auf Papier und verzeichnete nach und nach große Erfolge mit ihren Arbeiten (Ätzungen, Steinschnitte, Lithografien), was auch zahlreiche Ehrungen verdeutlichen. Die Künstlerin starb im Alter von 85 Jahren an den Folgen einer Lungenkrebserkrankung.

## Auszeichnungen
Der Film wurde bei der Oscarverleihung 1965 in der Kategorie „Bester Dokumentar-Kurzfilm“ nominiert, verlor allerdings gegen Nine from Little Rock. Der Film gewann in der Kategorie „Kurzfilm“ einen BAFTA Award.